# Esposizione Universale di Roma

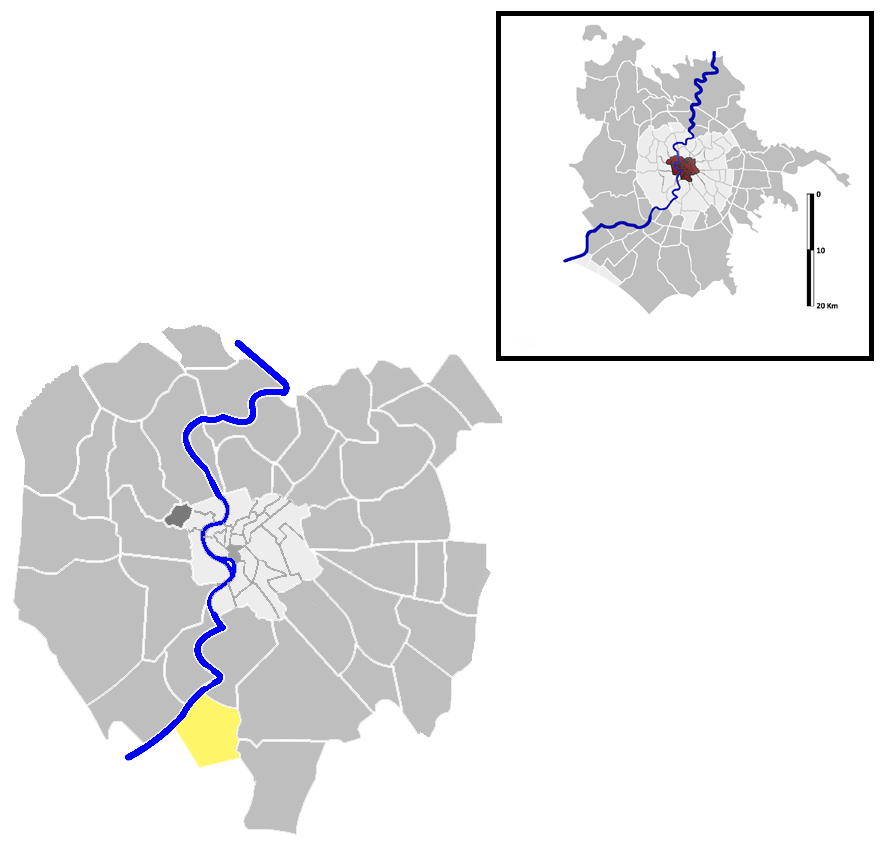
Położenie EUR na planie Rzymu

Esposizione Universale di Roma, znana także w skrótach EUR lub E.42 – założenie urbanistyczno-architektoniczne położone na terenie Municipio Roma XII, na południowy zachód od historycznego centrum Rzymu. W latach 30. XX stulecia teren ten został wybrany przez Benita Mussoliniego jako miejsce wystawy światowej. Dziś to główne centrum biznesowe Rzymu.

## Historia
26 grudnia 1936 powołano specjalną agencję, która miała za zadanie organizację i zabudowę terenów na przyszłe targi. Szef agencji, Vittorio Cini zwołał elitę włoskich architektów, których wylansował sam Il duce. Byli to Adalberto Libera, Enrico Del Debbio, Giuseppe Terragni, Giovanni Michelucci, Eugenio Montuori i Giovanni Muzio. Cini wybrał jednak grupę architektów takich jak Marcello Piacentini, który był głównym projektantem, Giuseppe Pagano Pogatschnig, Luigi Piccinato, Luigi Vietti i Ettore Rossi. Pierwszy projekt zagospodarowania przestrzeni liczącej około 4 km² został zaprezentowany w roku 1938, natomiast rok później zatwierdzono projekt ostateczny. Tego samego roku podjęto realizację tegoż założenia, ale ze względu na tok działań wojennych prace przerwano, zaś Targi świata w Rzymie nie odbyły się. Gubernatorem Rzymu od 1936 do 1939 był Piero Colonna.
Po wojnie nieukończone i zniszczone budowle zostały częściowo odbudowane. Do lat 60. ukończono prace nad zabudową z czasów Mussoliniego, ale została wchłonięta w nowoczesne założenie mające na celu zbudowanie tu dzielnicy biznesowej wzorowanej na londyńskiej (Docklands) i paryskiej (La Défense). Oprócz biurowców powstały tu gmachy rządowe, muzea (oprócz Museo della Civiltà Romana znajdują się tu Museo Nazionale dell'Alto Medioevo, Museo Nazionale Preistorico Etnografico Luigi Pigorini oraz Museo dell'Astronomia), wyższe uczelnie oraz tereny zielone (ogrody i parki). Z okazji Letnich Igrzysk Olimpijskich w Rzymie Pier Luigi Nervi i Marcello Piacentini wznieśli Palazzo dello Sport i Velodromo Olimpico.

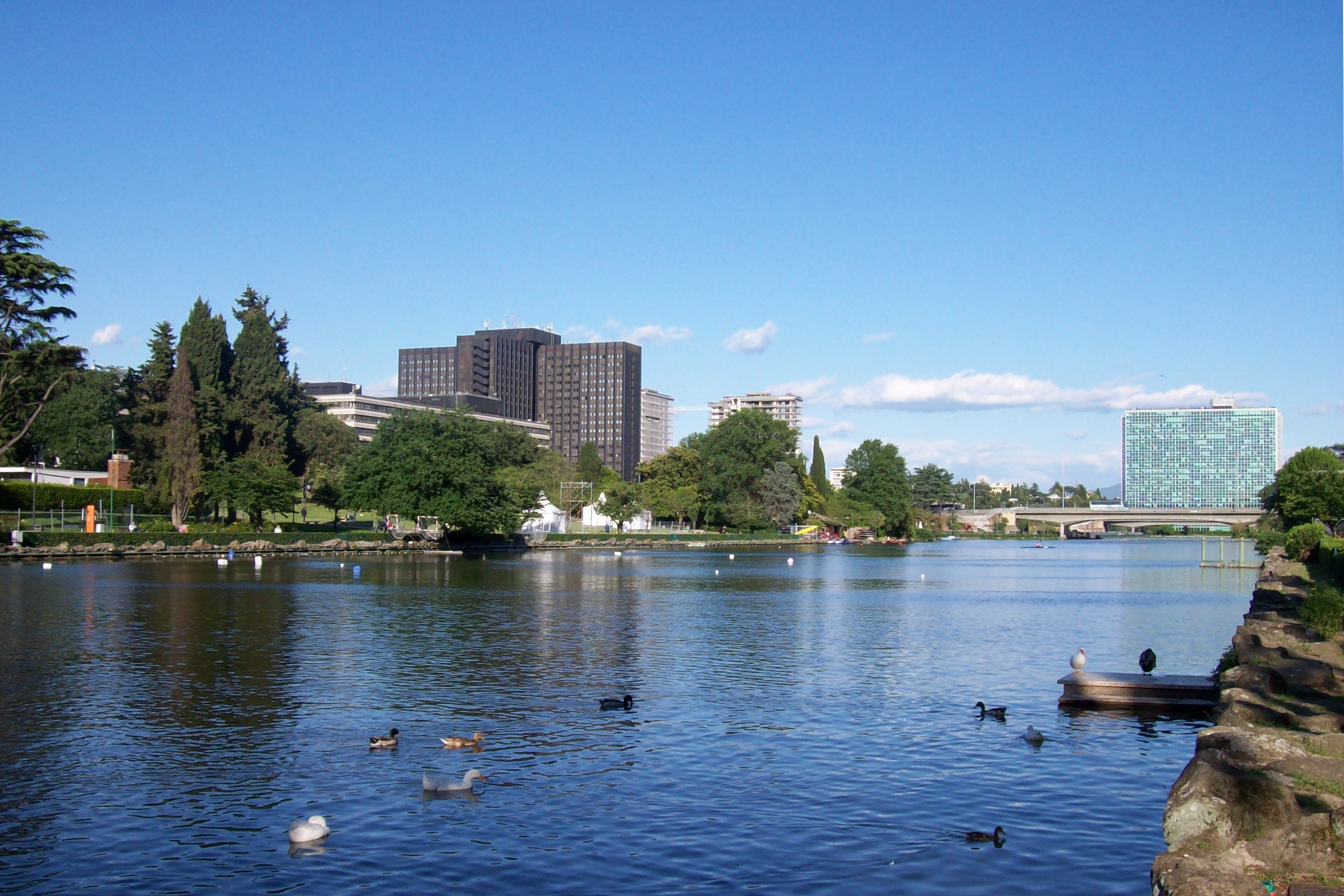
Parco Centrale del Lago
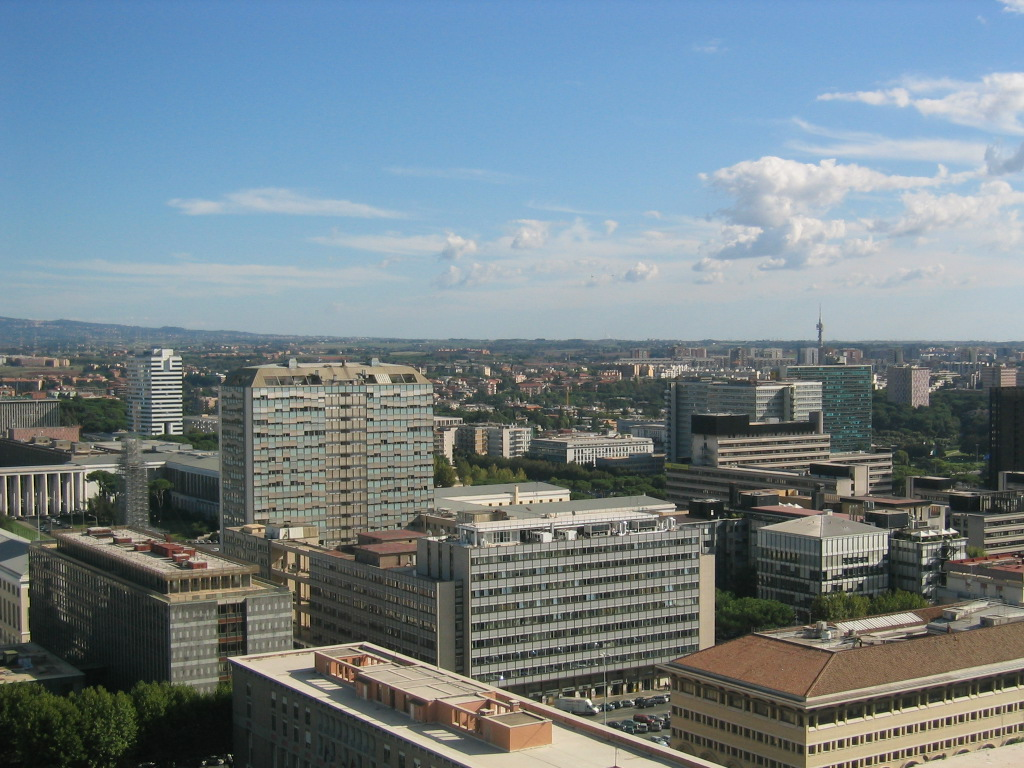
ogólna zabudowa

## Architektura
Pierwszym punktem wyjścia dla stylu zabudowań EUR była antyczna architektura Cesarstwa Rzymskiego. Prócz zamiłowań do antycznych form elementów architektonicznych preferowano ówczesną urbanistykę nawiązującą do rzymskiego castrum a także materiały budowlane takie jak marmur, tuf i piaskowiec. Drugim punktem wyjścia był włoski racjonalizm (architettura Razionale) będącym tu połączeniem tradycji klasycznej z nowoczesnością modernizmu. W sposób relatywny zaadaptowano tu elementy stylu międzynarodowego (m.in. minimalizacja dekoracji i detali architektonicznych) w celu uzyskania efektu  monumentalizmu. Preferowano zwarte, kubiczne bryły najczęściej o wyważonych, klasycznych, matematycznie obliczonych proporcjach. 

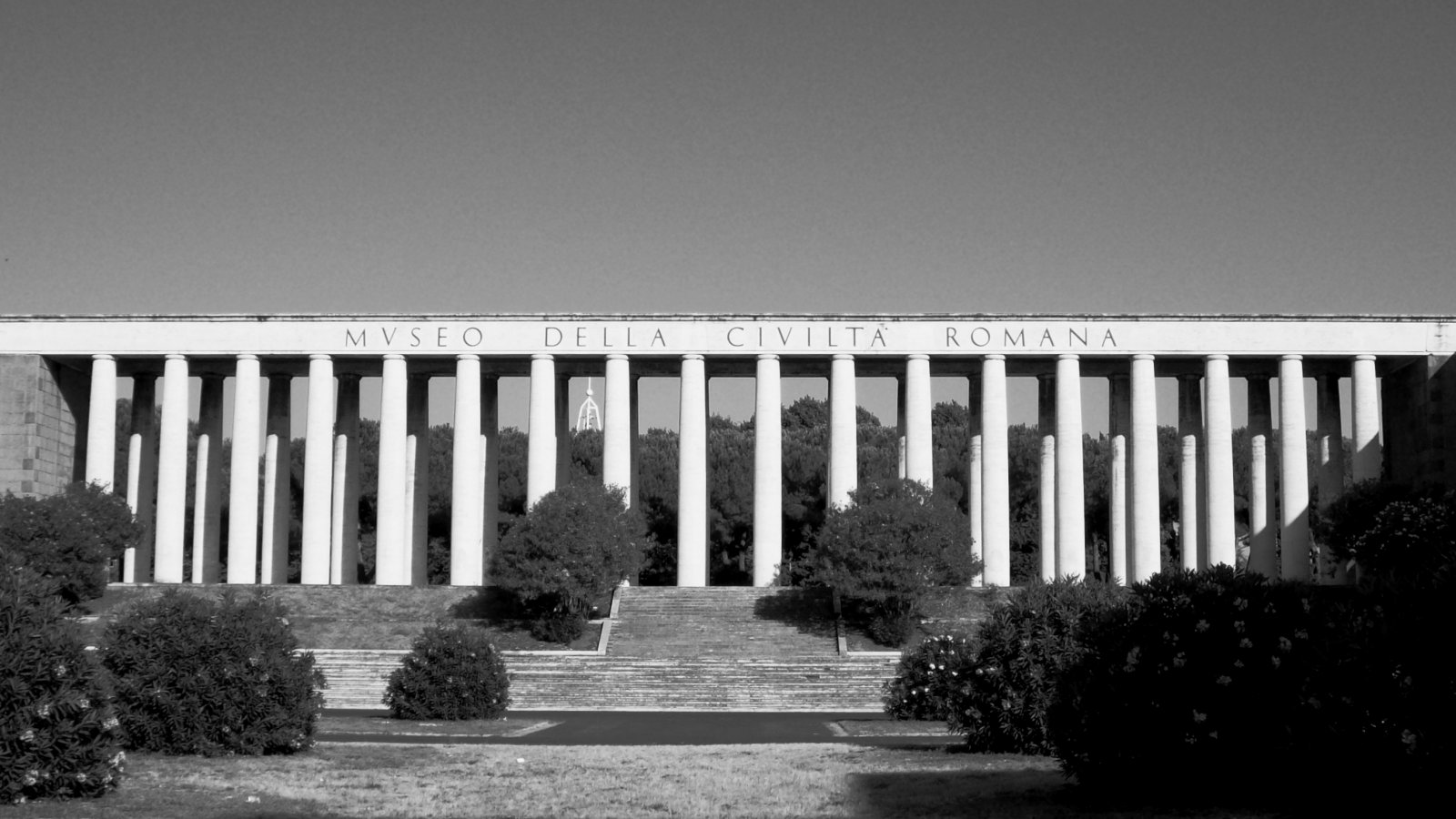
Muzeum Kultury Włoskiej

- Palazzo della Civiltà Italiana (Pałac Kultury Włoskiej), który stanowi kwintesencję architektury doby Mussoliniego. Gmach ten został zaprojektowany przez Giovanniego Guerriniego, Ernesto Lapadulę i  Mario Romano, zrealizowany w latach 1938–1943. Jest to masywny pałac o zwartej, kubicznej bryle przypominającej sześcian. Wznosi się na masywnym podwyższeniu na planie kwadratu. Gmach liczy sześć kondygnacji każda z elewacji została podzielona na dziewięć osi, które tworzą półkoliście zamknięte arkady. Wzorem ideowym dla dzieła był amfiteatr Flawiuszy, stąd też Palazzo della Civiltà Italiana otrzymał miano „Colosseo Quadrato” (Kwadratowe Koloseum).
- Palazzo dei Ricevimenti e dei Congressi (Pałac Zjazdów i Kongresów), projektu Adalberta Libery, budowany z przerwami od 1939 do 1960 roku na potrzeby Letnich Igrzysk Olimpijskich, podczas których odbywały się tu zawody szermiercze. Elewację tworzy monumentalny portyk z rzędem kolumn, dominantę zaś kubiczne podwyższenie zamknięte z każdej strony u góry łukiem odcinkowym.
- Palazzo dei Istituto Nazionale Assicurazioni i Istituto Nazionale della Previdenza Sociale – kompleks bliźniaczych budynków powstałych w latach 1938-52, według projektów Giovanniego Muzio. Zbudowane są na planie prostokąta z eksedrą od strony elewacji wejściowej, stąd też pomiędzy gmachami, które stoją naprzeciwlegle powstał owalny plac, przecięty pośrodku szerokim traktem.
- Museo della civiltà romana (Muzeum Kultury Rzymskiej) – wzniesione w latach 1939-1955 według projektów Pietra Aschoeriego, Cesarea Pascolettiego, Gino Peressuttiego, Domenica Bernardiniego. Składa się z dwóch dużych pawilonów, połączonych kolumnowym portykiem. Obecnie mieści zabytki z terenu Rzymu i dawnego imperium od pradziejów do upadku Cesarstwa Rzymskiego.

- Basilica parrocchiale dei Santi Pietro e Paolo (Bazylika Świętych Piotra i Pawła) – wzniesiona z przerwami w latach 1938-66 według projektów Arnaldo Foschiniego, Alfredo Energiciego, Vittorio Grassiego, Nello Eny, Tullio Rossiego, Costantino Vetrianiego. Zbudowana na planie krzyża greckiego z masywną, centralną kopułą na bębnie (średnica 32 m.). Elewację wejściową zdobi duża prostokątna wnęka na osi, której ściany zdobią płaskorzeźby z tronującym Chrystusem i aniołami. Na zwieńczeniu krzyż w asyście pełnoplastycznych figur aniołów.